# Kenai Peninsula Borough
Kenai Peninsula Borough är en borough i den amerikanska delstaten Alaska. Dess säte är Soldotna. Enligt 2020 års folkräkning hade boroughen en befolkning på 58 799 invånare.
Kenai Fjords nationalpark samt delar av Katmai nationalpark och Lake Clark nationalpark ligger i Kenai Peninsula Borough.

## Geografi
Kenai Peninsula Borough utgörs dels av större delen av Kenaihalvön, dels av ett landområde västerut på andra sidan av viken Cook Inlet.
Enligt United States Census Bureau har Kenai Peninsula Borough en total area på 64 026 km². 41 485 km² av den arean är land och 22 541 km² är vatten.
Kenai Peninsula Borough gränsar till Bethel Census Area i nordväst, Matanuska-Susitna Borough och Anchorage i norr, Valdez-Cordova Census Area i öst och Lake and Peninsula Borough i väst.

### Städer och byar
- Anchor Point
- Bear Creek
- Beluga
- Clam Gulch
- Cohoe
- Cooper Landing
- Crown Point
- Diamond Ridge
- Fox River
- Fritz Creek
- Funny River
- Halibut Cove
- Happy Valley
- Homer
- Hope
- Kachemak
- Kalifornsky
- Kasilof
- Kenai
- Lowell Point
- Miller Landing
- Moose Pass
- Nanwalek
- Nikiski
- Nikolaevsk
- Ninilchik
- Port Graham
- Primrose
- Ridgeway
- Salamatof
- Seldovia
- Seldovia Village
- Seward
- Soldotna
- Sterling
- Sunrise
- Tyonek